# Longitud celeste
La longitud celeste o longitud eclíptica es el ángulo medido sobre la eclíptica, a partir del punto Aries y en sentido directo, o antihorario. Se mide en grados sexagesimales y su valor va desde 0° a 360°. Es una de las coordenadas eclípticas de un objeto celeste. Se acostumbra a representarlo por la letra L o {\displaystyle \lambda \,}. La otra coordenada del sistema eclíptico es la latitud celeste.
- Datos: Q1323257